# 세인트에드먼즈베리

세인트에드먼즈베리의 위치

세인트에드먼즈베리(영어: St Edmundsbury)는 잉글랜드 서퍽주에 위치한 비도시 자치구로 중심 도시는 베리세인트에드먼즈이며 인구는 112,073명(2014년 기준), 면적은 657.0km2이다.